# Premi Driehaus

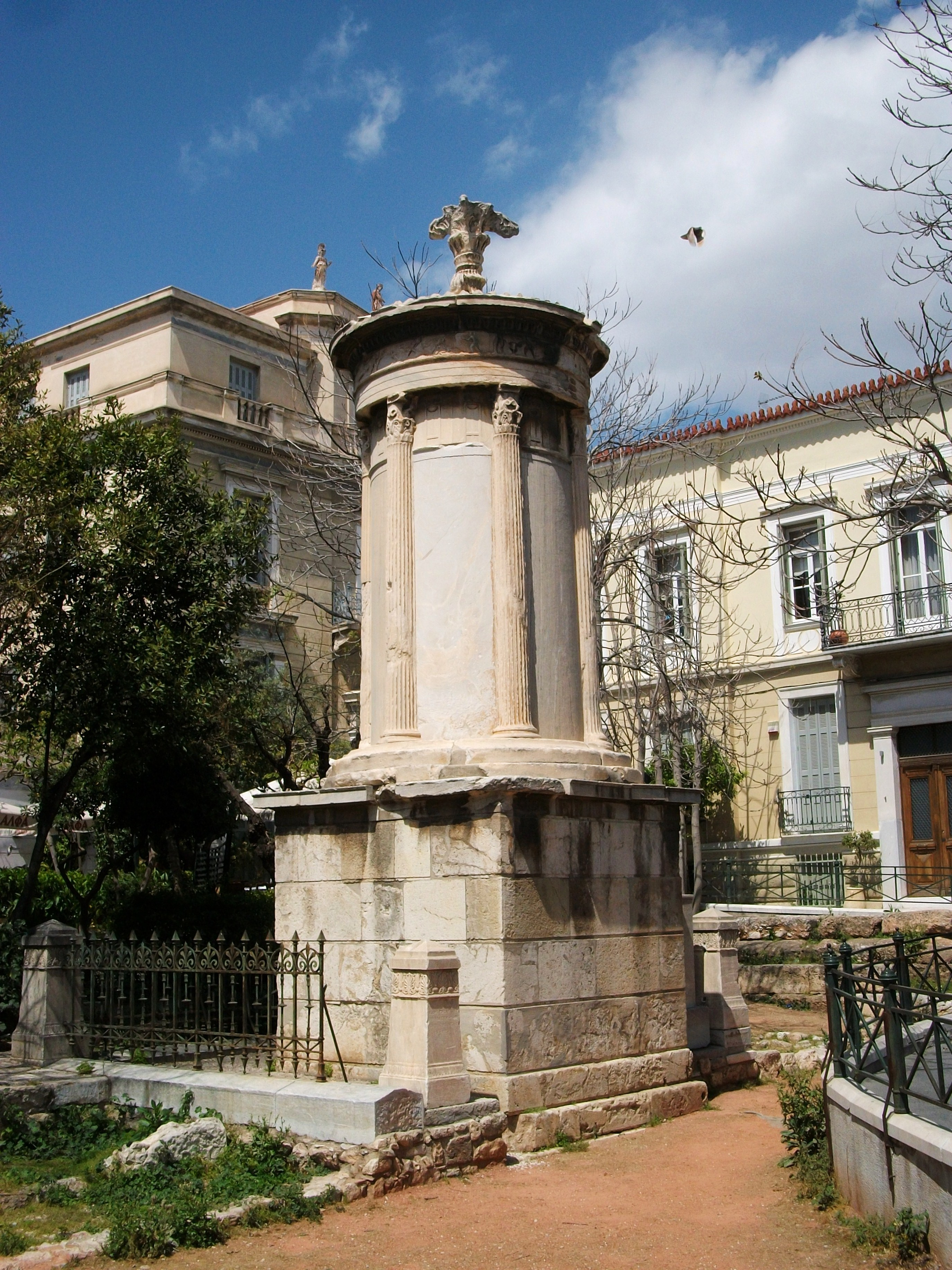
Llanterna de Lisícrates, símbol del Premi Driehaus

El Premi Richard H. Driehaus d'Arquitectura Clàssica va ser establert l'any 2003 per la Fundació Richard Driehaus, i es presenta anualment a l'Escola d'Arquitectura de la Universitat de Notre Dame d'Indiana, EUA, en honor a un arquitecte que hagi contribuït substancialment al camp de l'arquitectura clàssica i tradicional.

## Premi Driehaus
El Premi Richard H. Driehaus, de la Universitat de Notre Dame d'Indiana es confereix a un arquitecte viu, l'obra del qual representi els principis de l'arquitectura i l'urbanisme clàssics i tradicionals a la societat contemporània, i causi un impacte cultural, ambiental i artístic positiu i durador. És presentat anualment per l'Escola d'Arquitectura de la Universitat de Notre Dame. Coincidint amb el lliurament del Driehaus, el Premi Henry Hope Reed s'atorga a un individu que, treballant en àrees alienes a l'arquitectura, hagi impulsat el cultiu de la ciutat tradicional, la seva arquitectura i el seu art mitjançant l'escriptura, la planificació i la promoció.
El jurat, compost per personalitats destacades del camp de la cultura i l'arquitectura, realitza les seves deliberacions en una ciutat significativa pel seu entorn arquitectònic. La seva reunió de cara al premi del 2010 es va celebrar a Washington DC el novembre del 2009.
A més de Richard H. Driehaus, el jurat d'arquitectes i docents notables inclou Adele Chatfield-Taylor (presidenta de l'American Academy de Roma), Robert Davis (desenvolupador i cofundador de Seaside, Florida), Paul Goldberger (crític d'arquitectura per a la revista The New Yorker), Léon Krier (guanyador, teòric i practicant inautural del Premi Driehaus), Michael Lykoudis (Francis i Kathleen Rooney Dean de l'Escola d'Arquitectura de la Universitat de Notre Dame) i David M. Schwarz (director de David M · Schwarz Architects, SA).

## Història
L'any 2003, Richard H. Driehaus, el fundador i president de l'empresa Driehaus Capital Management, de Chicago, va establir el programa de guardons, recorrent a la Universitat de Notre Dame per la seva fama de pionera en la incorporació dels ideals de l'arquitectura tradicional i clàssica en el desenvolupament urbà modern.
L'any 2007, el Sr. Driehaus va anunciar que augmentaria les dotacions anuals dels premis Richard H. Driehaus i  Henry Hope Reed a un total combinat de 250 000 dòlars nord-americans. Els dos premis suposen el reconeixement més significatiu del classicisme a l'edificació contemporània.

## Premiats
Els premiats han estat:
| Any  | Premiat                                | País         |
| ---- | -------------------------------------- | ------------ |
| 2003 | Léon Krier                             | Luxemburg    |
| 2004 | Demetri Porphyrios                     | Grècia       |
| 2005 | Quinlan Terry                          | Regne Unit   |
| 2006 | Allan Greenberg                        | Sud-àfrica   |
| 2007 | Jaquelin T. Robertson                  | Estats Units |
| 2008 | Andrés Duany i Elizabeth Plater-Zyberk | Estats Units |
| 2009 | Abdel-Wahed El-Wakil                   | Egipte       |
| 2010 | Rafael Manzano Martos                  | Espanya      |
| 2011 | Robert AM Stern                        | Estats Units |
| 2012 | Michael Graves                         | Estats Units |
| 2013 | Thomas H. Beeby                        | Estats Units |
| 2014 | Pier Carlo Bontempi                    | Itàlia       |
| 2015 | David M. Schwarz                       | Estats Units |
| 2016 | Scott Merrill                          | Estats Units |
| 2017 | Robert Adam                            | Regne Unit   |
| 2018 | Marc Breitman & Res Breitman-Jakov     | França       |
| 2019 | Maurice Culot                          | Bèlgica      |
| 2020 | Ong-ard Satrabhandhu                   | Tailàndia    |
| 2021 | Sebastian Treese                       | Alemanya     |
| 2022 | Rob Krier                              | Luxemburg    |